# Mark Eden
Douglas John Malin, känd professionellt som Mark Eden, född 14 februari 1928 i Pancras i London, död 1 januari 2021 i London, var en engelsk skådespelare. Han var mest känd för sin roll som Alan Bradley i TV-serien Coronation Street som han spelade mellan 1986 och 1989.
Eden led under en tid av Alzheimer och blev i november 2020 inlagd på sjukhus på grund av denna sjukdom. Han avled sedan därefter den 1 januari 2021, 92 år gammal.